# Patriarca Siríaco Ortodoxo de Antioquia e Todo o Oriente
O Patriarca Ortodoxo Siríaco de Antioquia (em siríaco: ܥܺܕܬܳܐ ܣܽܘ̣ܪܝܳܝܬܳܐ ܬܪܺܨܰܬ ܫܽܘ̣ ܫܽܘ̣ ܫ ܘ̣ܽ) é o Chefe do Santo Sínodo da Igreja Siríaca Ortodoxa, a mais alta autoridade da Igreja Siríaca Ortodoxa.
A posição do Patriarca de Antioquia foi estabelecida e mantida pela primeira vez por Pedro, o Apóstolo (siríaco: ܫܹܡܥܘܿܢ ܟܹ乐 ܦ 䂢, translit.: Šemʿōn Kēp̄ā). O Patriarca de Antioquia senta-se na Santa Sé Apostólica em Antioquia. O Patriarcado de Antioquia fez parte da Pentarquia da Igreja Cristã. Ele é o Bispo de Antioquia, e considerado como Primus Inter Pares ou Primeiro Entre os Iguais - Bispos da Diocese do Oriente.